# Hans von Rochow (Politiker)

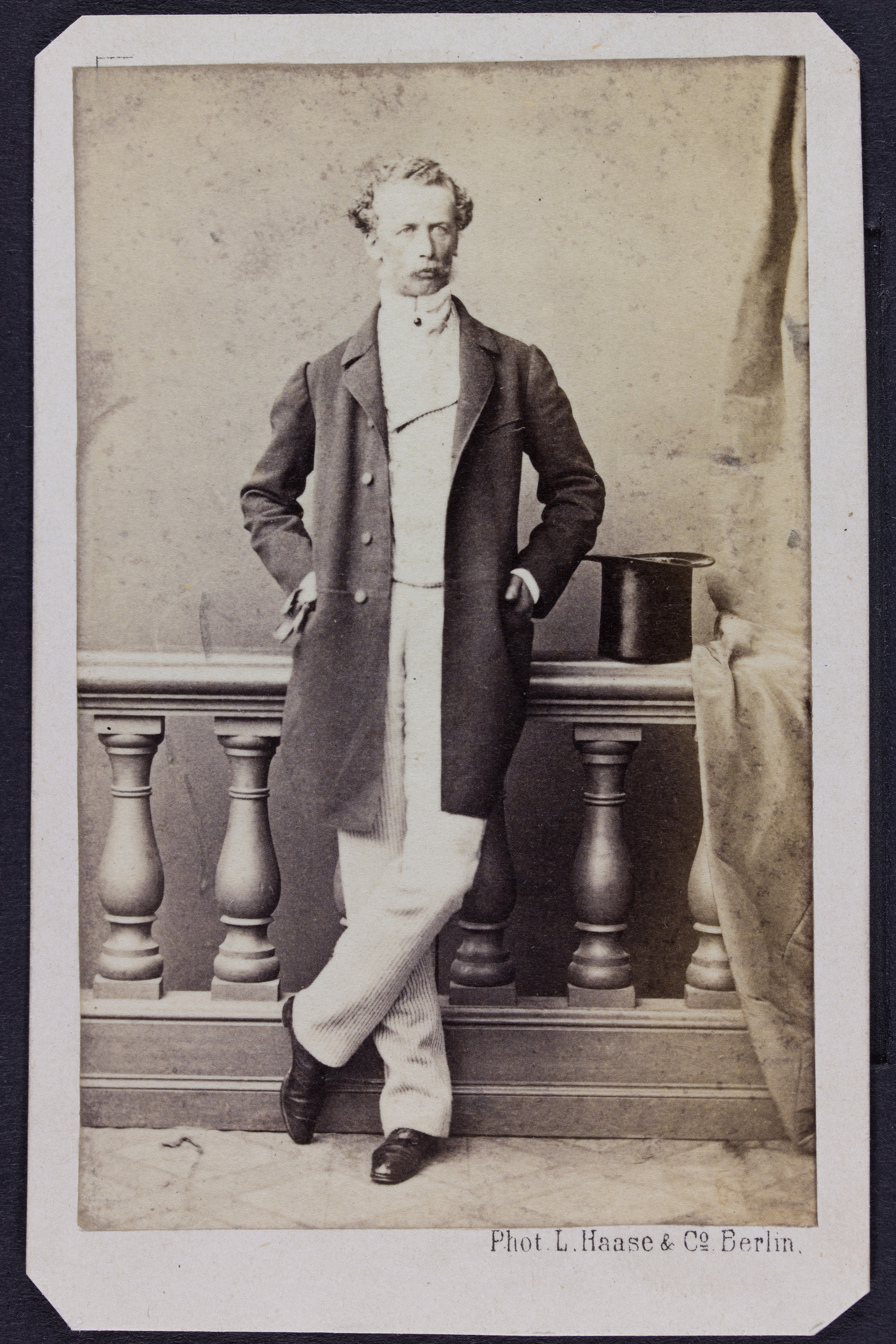
Hans von Rochow-Plessow, um 1877. Leopold Haase & Comp. Berlin. Fotothek Sammlung Stiftung Stadtmuseum Berlin

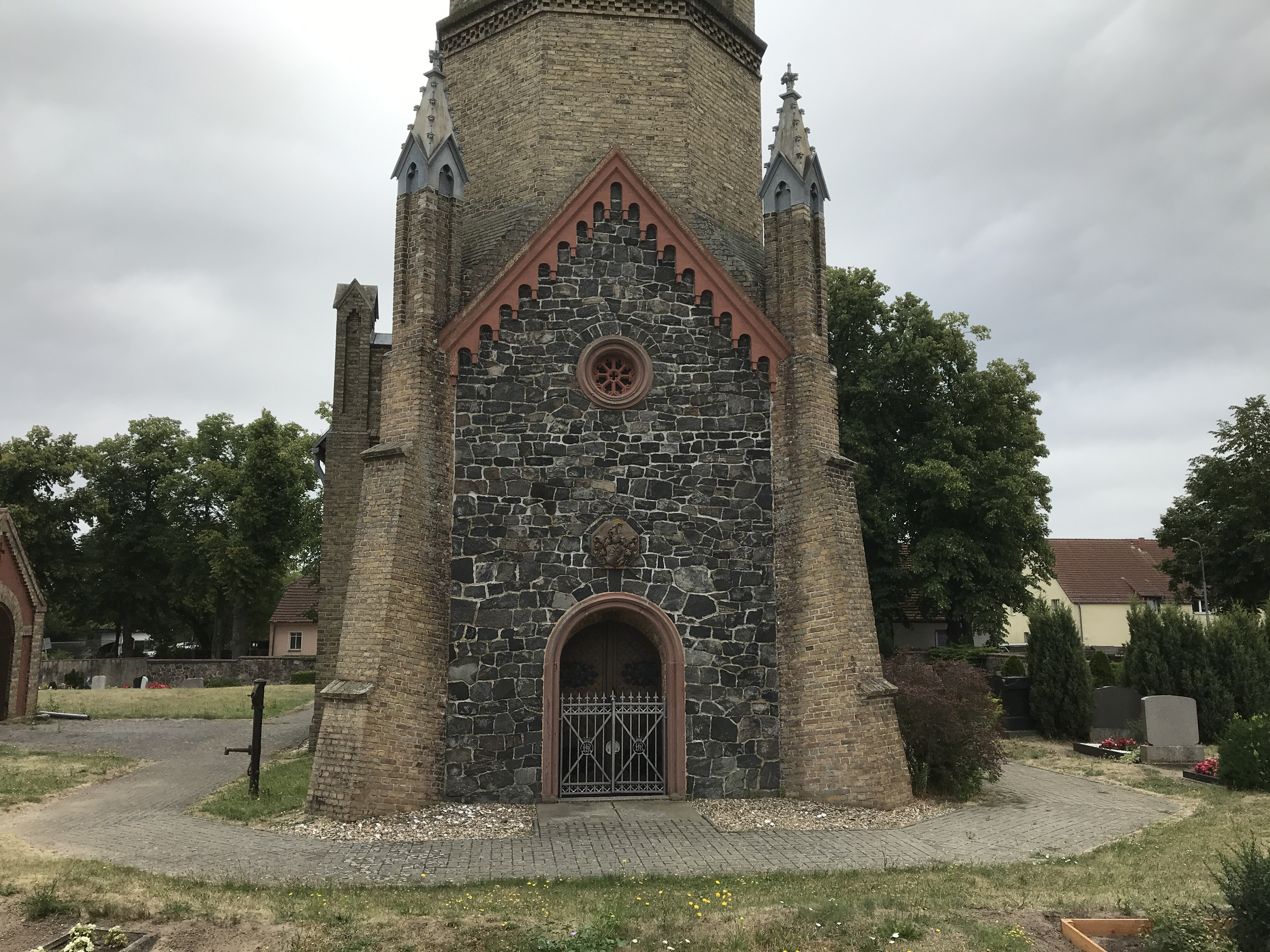
Westportal der Dorfkirche Plessow mit Wappen des Hans von Rochow von 1870

Hans Wilhelm von Rochow (vollständig Hans Wilhelm von Rochow-Plessow; * 10. Januar 1824 auf Gut Plessow bei Potsdam; † 18. Januar 1891 ebenda) war ein preußischer Gutsbesitzer und Politiker. Gewisse Berühmtheit erlangte er durch ein Duell mit dem Berliner Polizeipräsidenten Ludwig von Hinckeldey, in dem letzterer tödlich verletzt wurde.

## Familie
Hans Wilhelm von Rochow, Rufname Hans, entstammte einer der ältesten märkischen Adelsfamilien. Seine Eltern waren der königlich preußische Oberst und Hofmarschall Hans Karl Dietrich von Rochow (1791–1857) und Wilhelmine von Schack (1801–1848), Tochter der Auguste Elisabeth Henriette von Borcke und des Generalmajors Wilhelm Georg von Schack. Über die mütterliche Seite der Familie von Schack war Rochow mit fünf Generälen direkt verwandt, sämtlich seine Onkels. Sein Vater Hans Karl Dietrich von Rochow war auch Gutsherr auf Plessow, Burg Zolchow, Bliesendorf, Kammerode, Resau, Ferch, Wildenbruch, Klaistow, 1/2 Kanin und etwas später ebenfalls auf Krahne und Rotscherlinde; sämtlich südwestlich von Potsdam gelegen. Hermann von Seydlitz-Kurzbach war sein Cousin.
Hans Wilhelm von Rochow-Plessow heiratete am 15. Juli 1852 in Ankershagen Emmy Wilhelmine Karoline Davida von Gundlach (* 24. Juli 1830 auf Gut Möllenhagen; † 11. Februar 1879 in Menton, Côte d’Azur). Sie war die zweite Tochter des Rittmeisters Friedrich von Gundlach auf Möllenhagen und der Julie Henriette Leopoldine, geborene Freiin von Le-Fort, und Schwester des Rittergutsbesitzers und Kammerherrn Friedrich von Gundlach.
Aus der Ehe zwischen Hans Wilhelm und Emmy sind fünf Kinder hervorgegangen. Die einzige Tochter Anna (1855–1928) heiratete den mecklenburgischen Hofmarschall, Major Dietrich von der Schulenburg. Der älteste Sohn Hans Wichard (1853–1881) war wie sein Vater Leutnant im Thüringischen Husaren-Regiment Nr. 12 und starb bei einem Pferderennen in Weimar. Der zweite Sohn Rochus Friedrich Rudolf (1856–1901) brachte es bis zum Rittmeister, war Ehrenritter des Johanniterordens und erbte die große Herrschaft Stülpe. Der dritte Sohn und Erbe vom Fideikommiß Plessow, Dr. jur. Friedrich Ludwig VII., genannt Fritz (1858–1914), war u. a. Ritterschaftsrat der Kur- und Neumärkischen Ritterschaftsdirektion. Er fiel als Reserveoffizier gleich zum Anfang des Ersten Weltkriegs. Der jüngste Sohn Gustav Hans (1864–1936) wurde Premierleutnant, lebte einige Jahre in Rio de Janeiro sowie Buenos Aires und publizierte sogar seine Reiseerinnerungen. Zuletzt war er Beamter der Deutsch-Südamerikanischen Bank in Berlin. Alle vier Söhne des Hans Wilhelm von Rochow waren im Übrigen Zöglinge an der Brandenburger Ritterakademie. Sein Enkel Hans von Rochow-Stülpe war nachfolgend auch Zögling und dann ebenso Kurator der Ritterakademie Brandenburg.

## Leben
Hans Wilhelm war in seiner Jugendzeit kurzzeitig Zögling auf der Brandenburger Ritterakademie und ging anschließend zum Kadettenkorps nach Berlin. Die Militärzeit verbrachte er beim 12. Husaren-Regiment in Merseburg, Weißenfels und Eisleben. Dort diente Rochow sechs Jahre als Leutnant. Auf Wunsch seines Vaters übernahm er schon 1852 Plessow samt den direkt dazugehörigen Besitzungen, welches die Familie seit Mitte des 14. Jh. besaß. Rochow stiftete später den Fideikommiss Plessow. Die Nebengüter Krahne und Rotscherlinde dagegen erhielt sein nächst jüngerer Bruder Adolf Friedrich V. (1825–1864), der jüngste Bruder Rochus III. (1828–1896) konvertierte zeitgleich zum katholischen Glauben und blieb zunächst aktiver Offizier in Potsdam.
Bereits seit 1854 war er Mitglied des Preußischen Herrenhauses als Vertreter der Ritterschaft für die Kreise Zauch-Belzig, Jüterbog-Luckenwalde und Teltow; zuletzt war er Vizepräsident des Herrenhauses.
Am 10. März 1856 duellierte sich Hans Wilhelm von Rochow mit dem Berliner Polizeipräsidenten Carl Ludwig Friedrich von Hinckeldey, wonach letzterer verstarb. Rochow wurde daraufhin zu vier Jahren Festungshaft verurteilt, musste aber nur ein Jahr auf der Festung Magdeburg verbringen. Voraus ging eine Begnadigungsbitte der Witwe Karoline von Hinckeldey an den König Friedrich Wilhelm IV. von Preußen.
Das Duell und die Strafverfolgung haben Rochow allerdings weder in seiner politischen noch in der militärischen Laufbahn behindert.
Er war mit seinen Brüdern auch Mitglied des Vereins für Pferdezucht zu Berlin. 1859 wurde Hans Wilhelm zum Rittmeister befördert. Seinen Abschied erhielt er 1871 als Major d. R.
1867 wurde er im damaligen Sonnenburg (heute Słońsk) in der dortigen Johanniterkirche zum Rechtsritter des Johanniterorden geschlagen. Aufnahme in den Johanniterorden fand Rochow nach den erhalten gebliebenen Ordensblättern dieser alten evangelischen Kongregation als Ehrenritter bereits 1863.
Im Jahr 1883 wählte man Rochow zum Domherrn zu Brandenburg und zum Kurator der dortigen Ritterakademie.

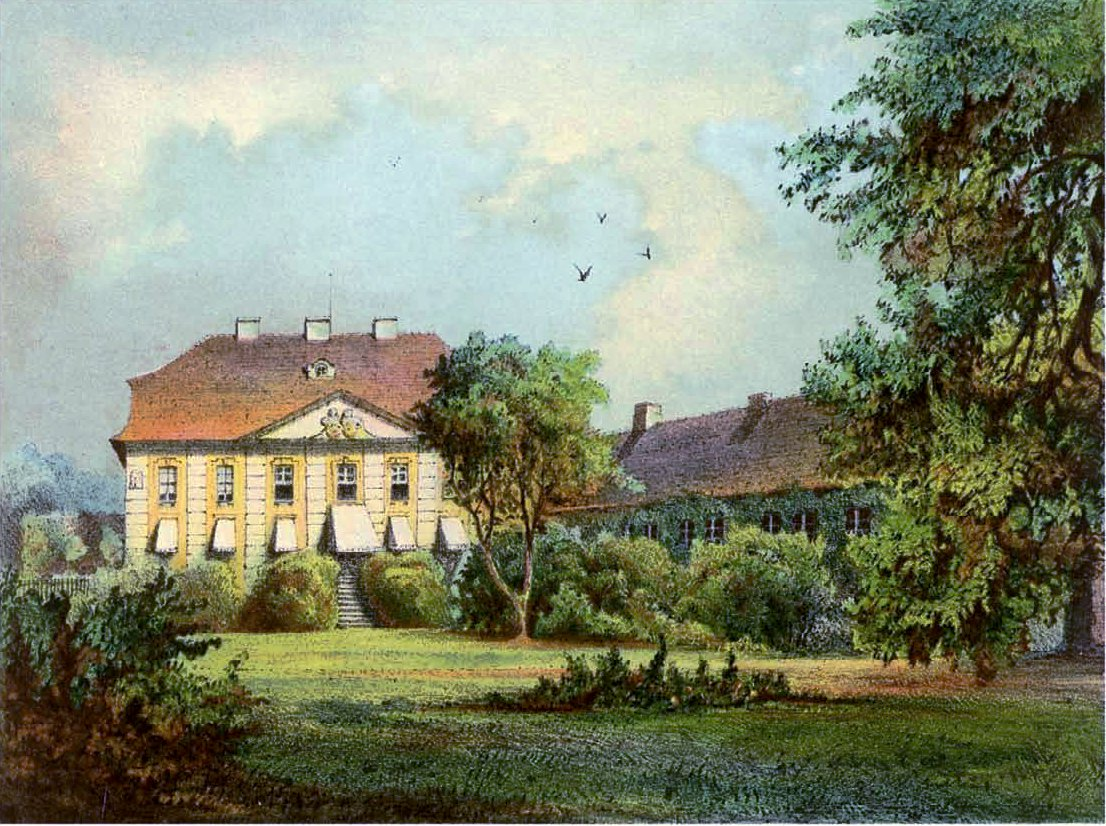
Gutshaus Plessow zu seinen Lebzeiten, um 1859/60, Sammlung Alexander Duncker

Relativ unbekannt ist die Tatsache, dass Rochow Kunstinteresse zeigte. Auf seine Initiative hin wurden die Rochowschen Herrenhäuser Golzow (Mittelmark), Reckahn, Plessow und Stülpe in das große Tafelwerk Die ländlichen Wohnsitze, Schlösser und Residenzen der ritterschaftlichen Grundbesitzer in der preußischen Monarchie nebst den königlichen Familien-, Haus-, Fideikommiß- und Schatull-Gütern von Alexander Duncker aufgenommen. Die Texte schrieb auf seine Bitte der Chronist der Familie, Adolf Friedrich August von Rochow (1788–1869), selbst fast fünfzig Jahre Gutsherr auf Stülpe und u. a. Kommendator der Brandenburgischen Genossenschaft des Johanniterordens. Adolf Friedrich August war der Oheim des Hans Wilhelm. Als Bauherr und Kirchenpatron ließ Hans Wilhelm von Rochow Ende der 1860er Jahre noch die Plessower Kirche vollkommen umgestalten. Rochow empfing mit seiner Frau auch Wandergruppen, die damals noch die besser erhaltene Burg Zolchow besichtigten. Der vielseitige interessierte Politiker vertrat seine Familienlinie Plessow-Stülpe als Genealoge im Fachverband der Familiengeschichtsforscher, Genealogen und Heraldiker.
In den Jahren 1886/1887 wurde Hans Wilhelm von Rochow-Plessow auch Gutsherr auf Stülpe. Diese größere Gutsherrschaft gelangte durch Abkauf von seinem Cousin Adam Ernst III. von Rochow-Stülpe (dem Bruder des Generalmajors a. D. Wichard von Rochow auf Stülpe) in seine Hände und war immerhin seit dem Ende des Dreißigjährigen Krieges Familienbesitz.
Kaiser Wilhelm II. nannte Rochow: „einen alten märkischen Edelmann von treuem, festem Schrot und Korn, ein Vorbild alter ritterlichen Tugenden, der seinem Fürstenhaus treu ergeben war bis zum letzten Atemzuge seines Lebens.“ So geschehen in einer Festrede des Brandenburger Provinziallandtages.